# Peter Bijvelds
Peter Bijvelds (Erp, 22 mei 1978) is een Nederlands voormalig rallycoureur. Hij behoorde jarenlang tot de Nederlandse rallytop. Buiten rallycoureur was hij ook verantwoordelijk voor het merk Landwind in Nederland. Daarnaast was hij oprichter, CEO en grootaandeelhouder van de elektrische busfabrikant Ebusco in Deurne.

## Resultaten
1999

Golden Tulip Rally - 1e (jongste winnaar ooit)

Zuiderzee Rally - 1e

Paradigit ELE - 1e

Hulst Rally - 1e 

Rallysprint Oss - 1e

AvD/STH-Hunsrück-Rallye - 22e

2000 

Hulst Rally - 1e

Rallysprint Oss - 1e

Nederland Rally Barneveld - 1e

Paradigit ELE - 3e

AvD/STH-Hunsrück-Rallye - 6e

Ieper Westhoek Rally (EK) - 9e

2001
 
Golden Tulip Rally - 1e

Hulst Rally - 1e plaats
 
Rallysprint Oss - 1e 

Rally Barneveld - 1e

Tour de Luxemburg - 4e

Ieper Westhoek Rally (EK) - 5e

Rally of Great Britain (WK) - 19e

2002

Rallye Catalunya - 22e 

2003

Van Staveren Zuiderzee Rally - 1e

Vierhouten Pallets Nederland Rally - 1e

Ieper Westhoek Rally (EK) - 3e

Rally Great Britain (WK) - 19e algemeen, 2e

2004

Van Staveren Zuiderzee Rally - 1e

2005

Elmar Rally Hulst - 1e

Van Staveren Zuiderzee Rally - 2e

LG Almere Rally - 2e

Ieper Westhoek Rally (EK) - 2e

2006

Tank-S Rally - 1e

LG Almere Rally - 2e

Elmar Rally Hulst - 3e